# Leniwcowate
Leniwcowate (Bradypodidae) – monotypowa rodzina lądowych, nadrzewnych ssaków z podrzędu liściożerów w rzędzie włochaczy. Są to zwierzęta poruszające się powoli, podwieszone pod gałęziami drzew, z których rzadko schodzą. Na ziemi niezgrabnie pełzają. Żywią się liśćmi. Ich futro stanowi siedlisko glonów i licznych stawonogów, w tym motyli. Prowadzą samotny tryb życia. Samica rodzi pojedyncze młode. Rodzina obejmuje współcześnie cztery gatunki, z których leniwiec karłowaty jest krytycznie zagrożony wyginięciem, a leniwiec grzywiasty narażony.

## Budowa

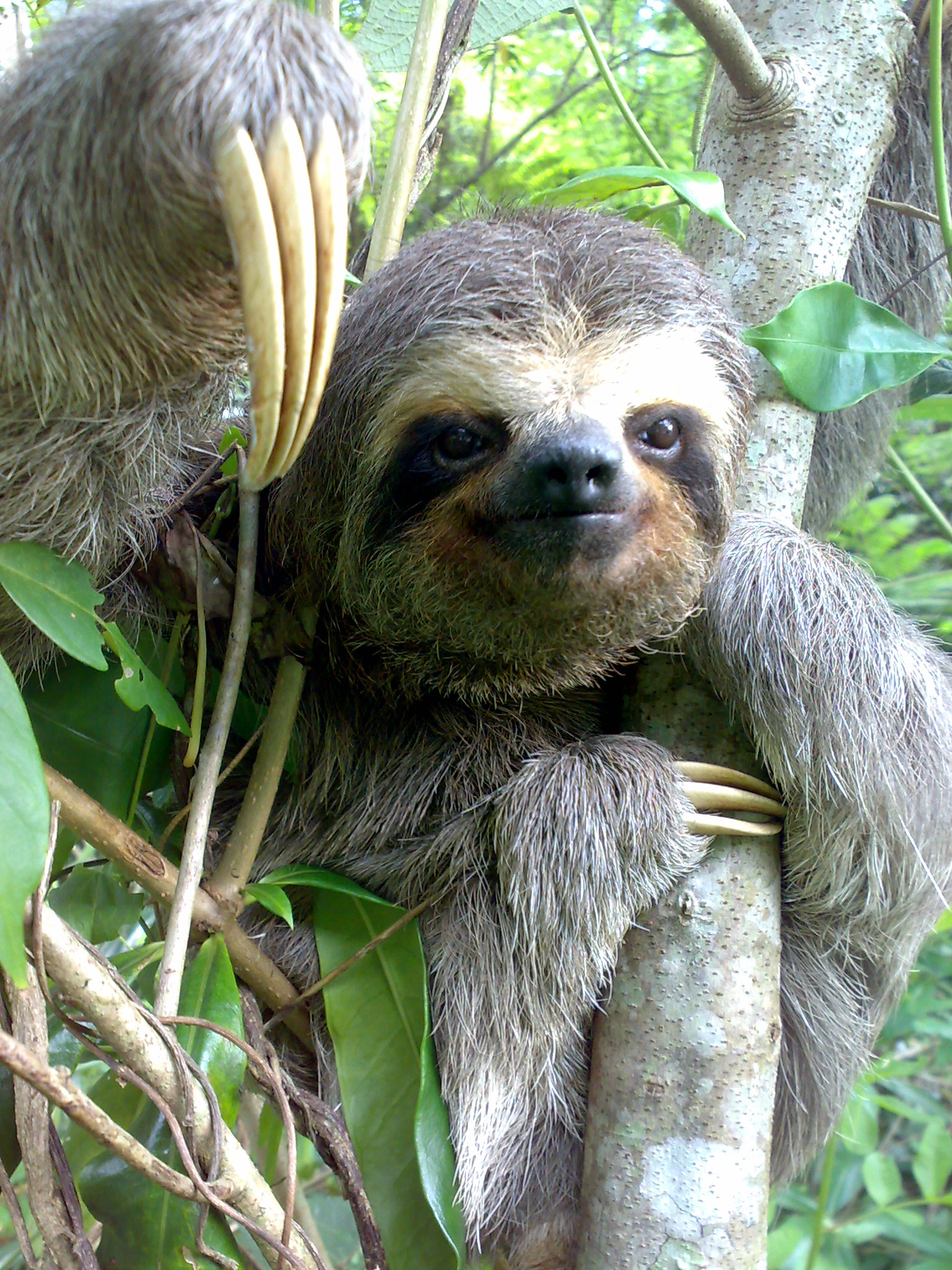
Leniwcowate mają trójpalczaste kończyny przednie zakończone potężnymi pazurami. Na zdjęciu leniwiec pstry

Długość ciała (bez ogona) 485–755 mm, długość ogona 22–110 mm, długość ucha 5–22 mm, długość tylnej stopy 40–180 mm; masa ciała 2,5–10,1 kg; samice są z reguły nieco większe i cięższe od samców.
Leniwcowate wykazują liczne przystosowania do nadrzewnego trybu życia.
Ciało porasta gęste futro. W odróżnieniu od innych ssaków przedziałek znajduje się na brzuchu, jako że leniwiec większą część życia zwisa z gałęzi brzuchem do góry. Średnica włosa wynosi 0,4 mm. Futro jest zwykle brązowe lub szare. U większości gatunków oblicze jest blade, a w okolicy oczu biegną dwa ciemniejsze pasy. Leniwiec trójpalczasty (zwany po angielsku pale-throated three-toed sloth, bladogardłym leniwcem trójpalczastym) wyróżnia się bladym zabarwieniem okolicy gardła. Samce większości gatunków noszą na grzbiecie speculum w formie ciemniejszego pasa biegnącego przez kremową plamę, niekiedy z mniejszymi ciemniejszymi plamkami. Od pozostałych gatunków odróżnia się leniwiec grzywiasty, nieposiadający ani ciemniejszych pasów na oczach, ani speculum. Ma on natomiast, zgodnie z nazwą, ciemniejszą grzywę z tyłu głowy, wyraźniejszą u samców, u samic w postaci niekiedy tylko dwóch kępek ciemniejszych włosów.
Staw żuchwowy jest uniesiony, co poprawia pracę mięśni żwacza i skrzydłowego przyśrodkowego. Zęby nie mają szkliwa. Rosną całe życie zwierzęcia. W szczęce i połówce żuchwy jest po 4–5 zębów. Cechują się prostą budową, stożkowatym kształtem, rozmieszczone są w równych odstępach.
Spośród innych ssaków wyróżnia je budowa kręgosłupa. Odcinek szyjny kręgosłupa składa się z 8–10 kręgów, co jest wyjątkiem w świecie ssaków (typowo 7 kręgów szyjnych), a leniwcom trójpalczastym zapewnia możliwość obracania głowy o ponad 270° w kierunku przednio tylnym, na boki natomiast aż o 330°. Badania rozwoju embrionalnego leniwców wykazały, że kręgi >7 rozwojowo należą do odcinka piersiowego.
Leniwce przystosowały się do połykania w odwrotnej niż większość ssaków pozycji. Budowa żołądka jest złożona i pozwala na trawienie dużej ilości pokarmu roślinnego – liści i gałązek. Pokarm powoli fermentuje. Trawią go obecne w przewodzie pokarmowym bakterie z grupy Firmicutes i Proteobacteria (w tym np. z rodzaju Neisseria). Narządy wewnętrzne przytwierdzone są pasmami łącznotkankowymi do dolnych żeber, żeby nie osuwały się na płuca i nie utrudniały zwierzęciu oddychania.
Ogon jest zredukowany.
Cechą charakterystyczną tej rodziny leniwców jest obecność trzech długich palców dłoni i stóp, uzbrojonych w trzy potężne, hakowato zagięte pazury, dzięki którym mogą się zwieszać z gałęzi drzew. Środkowe części palców mogą być zrośnięte.

## Systematyka

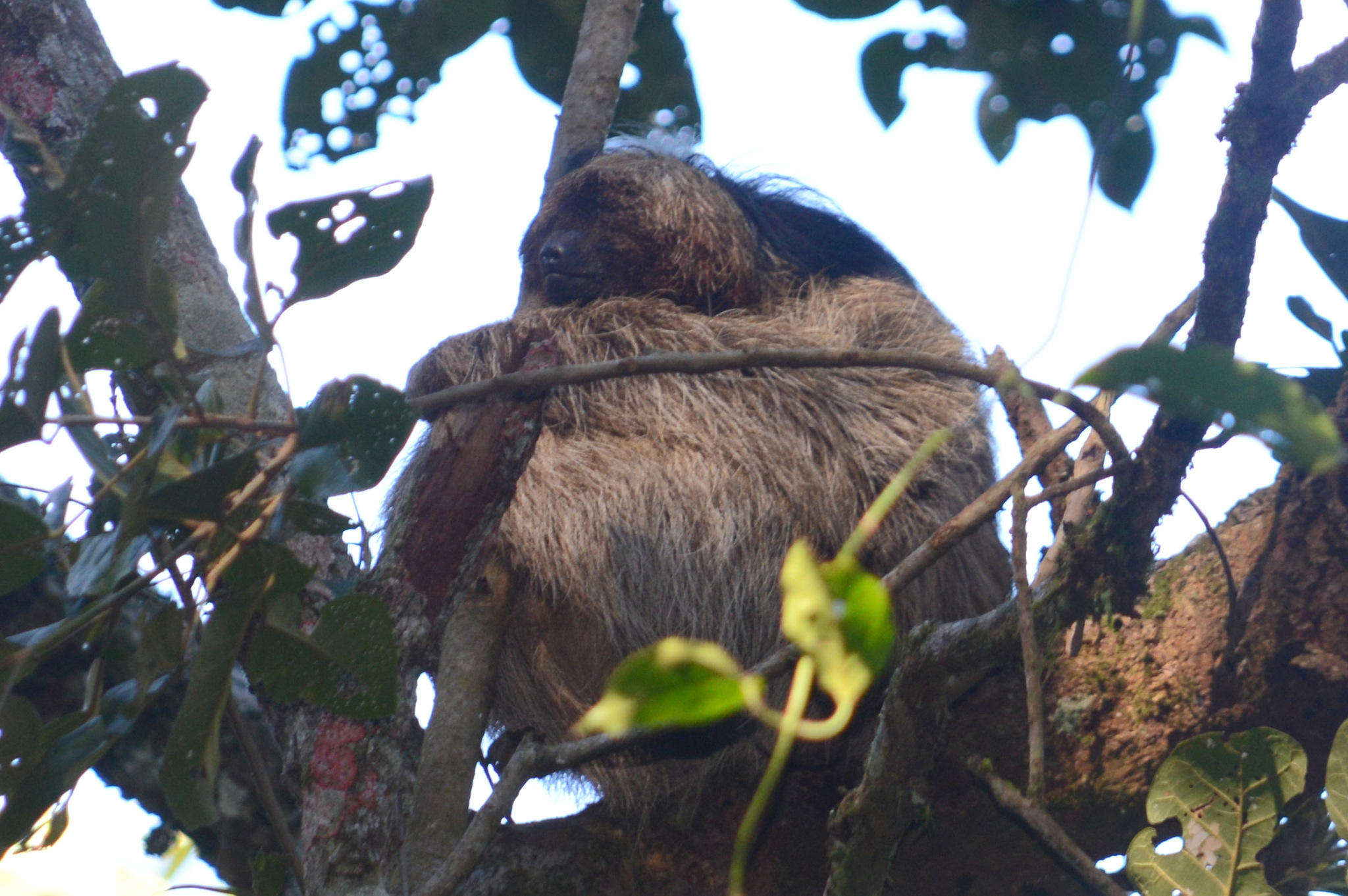
Leniwiec grzywiasty bywa umieszczany w odrębnym rodzaju

### Etymologia
- Bradypus (Pradypus): gr. βραδυπους bradypous ‘o powolnym kroku, powolny’, od βραδυς bradus ‘powolny, niemrawy’; πους pous, ποδος podos ‘stopa’[29].
- Tardigradus: łac. tardigradus ‘wolno kroczący’, od tardus ‘powolny, ociężały’; gradior ‘krok, spacer’, od gradus, graduus ‘krok, stopień, pozycja’[30].
- Tardipes: łac. tardus ‘powolny, ociężały’; pes, pedis ‘stopa’[31].
- Ignavus: łac. ignavus „nieaktywny, leniwy”, od in- „nie”; gnavus „energetyczny”[32][33]. Gatunek typowy: Ignavus tridactylus Blumenbach, 1779 (= Bradypus tridactylus Linnaeus, 1758).
- Acheus (Achaeus): w mitologii greckiej Achaeus (gr. Ἀχαιός Akhaios, pol. Achajos) był synem Kreuzy i Ksutosa oraz bratem Iona[34]. Gatunek typowy: Bradypus tridactylus Linnaeus, 1758.
- Arctopithecus: gr. άρκτος árktos „niedźwiedź”; πιθηκος pithēkos „małpa człekokształtna”[35]. Gatunek typowy: nie podany.
- Scaeopus: gr. σκαιος skaios „krzywy”; πους pous, ποδος podos „stopa”[36]. Gatunek typowy: Bradypus torquatus Illiger, 1811.
- Hemibradypus: gr. ἡμι- hēmi- „mały”, od ἡμισυς hēmisus „połowa”; rodzaj Bradypus Linnaeus, 1758[21]. Gatunek typowy: Hemibradypus mareyi Anthony, 1907 (= Bradypus torquatus Illiger, 1811).
- Eubradypus: gr. ευ eu „dobry, typowy”; rodzaj Bradypus Linnaeus, 1758[22]. Gatunek typowy: Bradypus tridactylus Linnaeus, 1758.
- Neobradypus: gr. νεος neos „nowy”; rodzaj Bradypus Linnaeus, 1758[22].

### Podział
Do rodziny Bradypodidae zaliczany jest jeden rodzaj leniwiec (Bradypus), w obrębie którego wyróżniane są dwa podrodzaje wraz z następującymi gatunkami:
- Bradypus Linnaeus, 1758
  - Bradypus variegatus H.R. Schinz, 1825 – leniwiec pstry,
  - Bradypus pygmaeus R.P. Anderson & Handley, 2001[40] – leniwiec karłowaty,
  - Bradypus tridactylus Linnaeus, 1758 – leniwiec trójpalczasty,
- Scaeopus W.C.H. Peters, 1864
  - Bradypus torquatus Illiger, 1811 – leniwiec grzywiasty, niekiedy wydzielany do osobnego rodzaju Scaeopus[25].
  - Bradypus crinitus J.E. Gray, 1850

## Ewolucja
W przeszłości uważano, że leniwce trójpalczaste z rodzaju leniwiec (Bradypus) i leniwce dwupalczaste z rodzaju leniuchowiec (Choleopus) są ze sobą blisko spokrewnione. Umieszczano je w jednej rodzinie. Uzasadniono to podobieństwem związanym głównie z przystosowaniami do nadrzewnego trybu życia. Kolejne badania, zwłaszcza licznych wymarłych wielkich naziemnych leniwców, z których część okazało się być blisko spokrewnionymi z leniuchowcami, bliżej niż leniwce, zrewidowały ten pogląd. Podobieństwa między leniwcem a leniuchowcem uznano za wynik raczej konwergencji. W efekcie leniuchowce umieszczono w rodzinie Megalonychidae wraz z niektórymi wielkimi naziemnymi leniwcami, jak Megalonyx, po polsku nazywanej leniuchowcowatymi. Rodzina ta jest dość daleko spokrewniona z leniwcowatymi, a ich linie rozdzieliły się między 20 a 30 milionów lat temu. W efekcie w rodzinie leniwcowatych pozostał pojedynczy rodzaj leniwiec.
Wśród czterech gatunków zaliczanych obecnie do rodzaju leniwiec najbardziej od pozostałych odróżnia się leniwiec grzywiasty. Stanowi grupę siostrzaną kladu złożonego z pozostałych trzech gatunków. Prowadząca do niego linia oddzieliła się 19–21 milionów lat temu. Niekiedy postuluje się przeniesienie go do osobnego rodzaju.
Inny podział miał miejsce 5–6 milionów lat temu. Powstały wtedy prawdopodobnie linie prowadzące do dwóch współczesnych gatunków leniwiec pstry i leniwiec trójpalczasty. Kontrowersyjna pozostaje natomiast kwestia pochodzenia ostatniego z gatunków, leniwca karłowatego, spotykanego wyłącznie na niewielkiej wyspie u wybrzeży Panamy. Gatunek wydzielono z leniwca pstrego w 2001, początkowo z uwagi na mniejszy rozmiar. Później przeprowadzone badania genetyczne potwierdziły istotne różnice pomiędzy leniwcem pstrym i karłowatym. Szacowany czas rozejścia się linii wypadł 8 milionów lat temu, a więc jeszcze przed rozejściem się linii leniwca pstrego i trójpalczastego. Krytycy wskazali jednak, że w badaniach porównywano materiał genetyczny przedstawicieli leniwca karłowatego oraz leniwców pstrych z okolic oddalonych od Panamy. Kolejne badania z wykorzystaniem przedstawicieli leniwca pstrego z obszaru leżącego niedaleko miejsca życia leniwca karłowatego nie potwierdziło poprzednich różnic. W efekcie niektórzy badacze kwestionują nawet wyróżnianie leniwca karłowatego jako odrębnego gatunku.

## Tryb życia
Leniwcowate wiodą nadrzewny tryb życia. Zasiedlają lasy tropikalne, są powolne, ale z łatwością poruszają się wśród gałęzi. Dużą część życia spędzają zwieszając się z gałęzi. Śpią od 15 do 18 godzin na dobę, często w rozwidleniu drzewa. W badaniach wenezuelskich odpoczywały przez 72,9% czasu. Podczas odpoczynku częściej siedziały, niż zwieszały się z gałęzi (nieco ponad 90% czasu). Najczęściej przemieszczają się z ciałem ustawionym prostopadle do gałęzi. Mają kilka swoich ulubionych drzew, zwanych modal trees, na których spędzają większość czasu. O poranku, chcąc się wygrzać na słońcu, wspinają się ku wierzchołkom. Po południu, kiedy jest ciepło, raczej chowają się w cieniu. Po obfitym posiłku wystawiają brzuch na słońce, co przyśpiesza działanie obecnych w przewodzie pokarmowych bakterii trawiących liście.
Leniwce wiodą samotny tryb życia. Każdy osobnik zajmuje pewien areał. Samce mogą bronić go przed konkurentami, zwłaszcza swych ulubionych drzew. W razie konfliktu może dojść do przemocy fizycznej z uderzaniem rywala łapami i okrzykami o wysokich tonach. Areał samca zazębia się z areałami samic, które również mogą na siebie zachodzić. W ciągu doby leniwiec przebywa zwykle 20-40 m, w przypadku leniwca grzywiastego średnia wynosi 24 m. W dzień przebywał on średnio 17 m, nocą 5 m. Obserwowano jednak leniwce przemierzające jednego dnia aż kilkaset metrów. Pojedynczy osobnik zajmuje zwykle teren od 1 do prawie 20 ha, przy czym nie ma różnic w areale ze względu na płeć. Areał zajmowany przez poszczególne leniwce grzywiaste wynosi od 0,5 do 6 ha. Zagęszczenie populacji wynosi od 0,1 do 8,5 leniwca na ha. Zależy ono głównie od jakości siedliska i jest większe w dziewiczych lasach.
Na ziemi zwierzęta te nieporadnie pełzają posługując się przedramionami i tylnymi kończynami. Podróż rozpoczynają powoli, podpierając się trzema kończynami. Potem nieco przyspieszają, podpierając się przedramieniem i przeciwstawną kończyną tylną. Leniwiec jest w stanie przebywać w ten sposób istotne odległości.
W wodzie leniwce okazują się być dobrymi pływakami. Pływają znacznie lepiej, niż chodzą. Niekiedy wykorzystują rzeki na korytarze ułatwiające im przemieszczanie się.
Korzystając z ubogiego w energię pokarmu, leniwce oszczędzają energię, ograniczając wysiłek do minimum. Większą część doby spędzają nieruchomo, poruszają się powoli, stolec oddają raz w tygodniu. Ich temperatura bardziej niż w przypadku większości ssaków zależy od otoczenia. Również zużycie tlenu spada wraz z temperaturą otoczenia. Leniwce cechują się najwolniejszym tempem przemiany materii ze wszystkich niezapadających w sen zimowy ssaków.
Raz w tygodniu leniwiec opuszcza swe schronienie w koronach drzew i schodzi na dno lasu, zazwyczaj pod jednym ze swych ulubionych drzew. Szczątkowym ogonem wygrzebuje niewielkie zagłębienie w ziemi, do którego oddaje stolec w postaci niewielkich bobków, często w dużej ilości. Symbiotyczne ćmy składają w stolcu jaja, a leniwiec zagrzebuje go, po czym wraca do koron drzew. Zachowanie takie wystawia go na niebezpieczeństwo polujących na dnie lasu drapieżników. Na ziemi porusza się on bowiem niezdarnie, raczej pełza na przedramionach, niż chodzi. Zejście z drzew kosztuje go też dużo energii. Zachowania takiego nie obserwuje się wśród innych nadrzewnych ssaków, które oddają stolec pod siebie, spadający następnie w dół z wysokości koron drzew. Prawdopodobnie u leniwca schodzenie w dół ma związek z symbiotycznymi motylami jego futra, które rozmnażają się w tym kale, a same dostarczają substancji odżywczych glonom porastającym jego futro.

## Cykl życiowy
Samica leniwca może rozmnażać się raz do roku i czyni tak rzeczywiście trzy czwarte samic w wieku rozrodczym. Występuje pewien sezon rozrodczy. Może mieć on związek z dostępnością pokarmu, bowiem mniej wybredne leniuchowce rozmnażają się przez cały rok.
Gotowa na przyjęcie samca samica nawołuje go. Być może samiec komunikuje swą wartość za pomocą feromonów wydzielanych w okolicy speculum. Interesuje się on wieloma samicami. Ogranicza też dostęp do niej rywalom. W jednym z badań pojedynczy samiec był ojcem połowy młodych w populacji, a tylko jedna czwarta samców przystąpiła do przedłużania gatunku. Samica po kopulacji zachodzi w ciążę trwającą pół roku. Najwięcej młodych przychodzi na świat w lutym. Młode, choć zależne od matki, jest już rozwinięte, ma futro i otwarte oczy, przynajmniej u leniwca pstrego. Waży około 340 g (dane pochodzą z niewoli). Wczepia się w futro swej matki, gdzie spędzi następne 100 dni. Początkowo żywi się wyłącznie mlekiem. Mając 2 tygodnie, próbuje pierwszego pokarmu stałego, wybieranego przez matkę, która w ten sposób uczy go jadalnych roślin. Pomimo tego nadal karmi go mlekiem, zaprzestając, kiedy młode skończy 2-4 miesiące. Młode odzywają się do matki, kiedy stracą z nią kontakt. Wydają z siebie dość krótkie, trwające mniej od sekundy gwizdnięcia o częstotliwości między 1,9 a 2,6 kHz. Matka może zajść w kolejną ciążę jeszcze w trakcie opieki nad starszym dzieckiem, pomiędzy porodami mija 10-12 miesięcy.
Leniwce żyją na wolności od 12 do 15 lat, pojedyncze osobniki mogą żyć jeszcze dłużej.

## Rozmieszczenie geograficzne
Rodzina obejmuje gatunki występujące w Ameryce Środkowej i Południowej.
Siedliskiem leniwców są lasy. Występuje zarówno w lasach pierwotnych, jak i wtórnych, a nawet na terenach użytkowanych rolnicze, jeśli rosną na nich gęsto drzewa, najlepiej mające kontakt przestrzenny z dziewiczym lasem. Zwierzęta preferują las nizinny nad górski, co ma związek z niską zawartością energetyczną pożywienia. Obecne są w Amazonii. Zwłaszcza leniwiec pstry ma szeroki zasięg występowania, od Ameryki Środkowej (Honduras) do północnej Argentyny i Urugwaju. Leniwiec trójpalczasty zasiedla północny wschód Ameryki Południowej. Leniwiec grzywiasty ograniczony jest do zanikającego lasu atlantyckiego. Leniwiec karłowaty występują na niewielkiej powierzchni lasach mangrowych niewielkiej wyspy 18 km od brzegu Panamy od strony atlantyckiej.

## Ekologia
W przeciwieństwie do mniej wyspecjalizowanych leniuchowców leniwcowate są ścisłymi liściożercami. Konsumują liście wielu różnych gatunków drzew i lian, aczkolwiek pojedynczy osobnik zwykle ogranicza się do kilku ulubionych. Najczęściej jadane są liście cekropki, figowca, śliwy i Micropholis.
Leniwiec trójpalczasty spożywa właściwie wyłącznie liście cekropki, podczas gdy u leniwca pstrego prócz niej w skład pokarmu wchodzi jeszcze 50 innych gatunków drzew. Jednakże badania tego gatunku z Wenezueli wskazały, że 99,4% jego pokarmu stanowiły liście, najczęściej z rodzin Clethraceae, Cecropiaceae (inni autorzy zaliczają cekropkę do pokrzywowatych) i Clusiaceae – w sumie 77%.
Dietę leniwca grzywiastego zbadał dokładniej Chiarello. 99% pokarmu zwierzęcia stanowiły liście, przy czym 68% to były młode liście, o lepszych własnościach odżywczych, 7% zaś liście dojrzałe. Większość liści pochodziło z drzew (83%, 16 gatunków), następnie z lian (16%, 5 gatunków). Dieta konkretnego osobnika była jednak znacznie mniej zróżnicowała, ograniczając się do 7-12 gatunków. 90% czasu spędzanego na odżywianiu się leniwce spędziły na: figowcach, Micropholis venulosa, śliwach, mandewilach, toinowatych, cekropce Cecropia hololeuca, Cupania, Pourouma i Trichilia. Prócz liści po 1% pokarmu stanowić mogą kwiaty i owoce.
Z uwagi na wysoką specjalizację podczas okresu deszczowego leniwcom może grozić głód.
Na leniwce polują z ptaków harpia wielka, Pulsatrix perspicillata, ze ssaków jaguar, ocelot i margaj, a także kojot i pies domowy, z gadów Eunectes.
Z kolei pasożytami zewnętrznymi liściożerów są liczne stawonogi, jak muchówki, w tym komarowate, muszki, i roztocza, jak kleszcze, w tym 6 gatunków z rodzaju Ambylomma, z których 2, rzadko spotykane na innych zwierzętach, zdają się przystosowane do żerowania na liściożerach. W jednym z badań stwierdzono je na 99% przebadanych leniwców. Inne żywiące się krwią leniwców roztocza obejmują Liponissus inheringi, Lobalges trouessarti i Edentalges bradypus. Prócz pasożytów liściożerom towarzyszą symbionty i komensale. W futrze leniwców żyją symbiotyczne glony. Zamieszkują je też komensalne stawonogi, takie jak chrząszcze, ćmy, roztocza. Wśród tych ostatnich wymienia się 3 gatunki z rodzaju Macrocheles. Poświętnikowate lubią szczególnie okolice łokci i kolan. Na pojedynczym osobniku z gatunku leniwiec pstry naliczono kiedyś 980 chrząszczy Trichilium adisi. Mogą one przenosić roztocza. Innym rodzajem chrząszczy zamieszkujących futro liściożerów jest Uroxys. Spośród motyli wymienia się Chrysauginae spędzające większość dorosłego życia w futrze liściożerów, zwłaszcza leniwców trójpalczastych. Możliwe, że chronią się w nim przed drapieżnictwem ptaków, a może żywią się wydzielinami skóry gospodarza bądź porastającymi jego futro glonami. Na pojedynczym osobniku znajdywano nawet 120 ciem. W futrze liściożerów spotykano także liczne gatunki koprofagów, które prawdopodobnie wykorzystywały te ssaki do przemieszczania się. Odchodami żywią się też larwy ciem. Samice zamieszkujących futro ciem (w futrze leniwców są 3 razy liczniejsze od samców) prawdopodobnie opuszczają je, kiedy gospodarz oddaje się defekacji, by złożyć jaja w jego stolcu. Z jaj następnie wylęgają się larwy, a po przeobrażeniu powstają z nich dorosłe, uskrzydlone motyle. Ponownie odnajdują one leniwca. Tutaj znaczenie może odgrywać zwyczaj leniwca do przebywania na kilku ulubionych drzewach (modal trees), pod którymi defekuje. Ćmy prowadzą dalsze życie w futrze leniwca. Niekoniecznie dotyczy to wszystkich motyli zamieszkujących futro, gdyż u Bradipodicola hahneli skrzydła zazwyczaj są przetrącone, co uniemożliwia sprawne latanie. Ćmy zwiększają dostępność w futrze leniwca azotu i innych minerałów, które z kolei są wykorzystywane przez glony. Te ostatnie, rosnąc w futrze leniwca, nie tylko zapewniają mu zielony odcień, doskonaląc kamuflaż chroniący go przed drapieżnikami. Stanowią także uzupełnienie jego diety, zwłaszcza w zakresie lipidów, których zawierają znacznie więcej od stanowiących główny element diety liści. Leniwiec spożywa glony z własnego futra, iskając się. Nieuwzględnienie tego źródła pokarmu powodowało w przeszłości niemożność zbilansowania kosztów energetycznych leniwca.

## Zagrożenia i ochrona

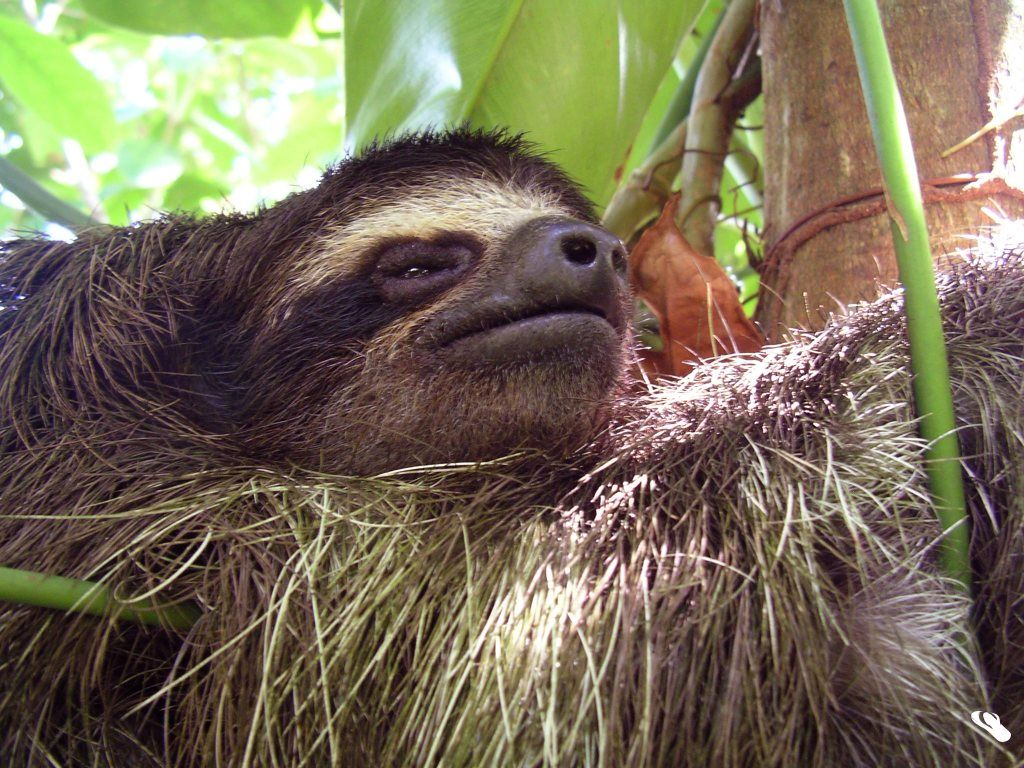
Leniwiec karłowaty to gatunek krytycznie zagrożony wyginięciem

Miejscowa ludność poluje na leniwce, ale robi to rzadko i na niewielką skalę. Polują również psy. Kiedyś uważany za zwierzę głupie, leniwe i niepotrzebne, dzisiaj leniwiec jest pozytywnie postrzegany w opinii publicznej. Jego wizerunek wykorzystuje się w handlu i w kulturze, w Kostaryce figuruje nawet na pieniądzu. Z drugiej strony leniwcom zagraża dewastacja ich siedlisk.
Statusy konkretnych gatunków znacznie się różnią. Leniwiec pstry ma szeroki zasięg występowania i zajmuje liczne tereny chronione. Nie wydaje się, by cokolwiek mogło zagrozić mu wyginięciem. Również leniwiec trójpalczasty nie jest zagrożony. IUCN klasyfikuje oba jako gatunki najmniejszej troski. Inaczej wygląda sprawa zamieszkującego coraz mniejszy las atlantycki leniwca grzywiastego, podzielonego na trzy izolowane populacje. IUCN uznaje go za gatunek narażony. Jeszcze gorzej wygląda sytuacja leniwca karłowatego, występującego jedynie w bardzo ograniczonym przestrzennie przybrzeżnym lesie mangrowym pojedynczej wyspy. IUCN uznaje go za gatunek krytycznie zagrożony wyginięciem.